# Comtat de Yongnian
El Comtat de Yongnian (xinès tradicional: 永年縣, xinès simplificat: 永年县, pinyin: Yǒngnián Xiàn, literalment 'Any de Sempre') és un comtat de Hebei, Xina. Està sota l'administració de la Ciutat de Handan.

## Divisions Administratives[1]
Pobles:
- Linluoguan (临洺关镇), Dabeiwang (大北汪镇), Guangfu (广府镇), Yonghehui (永合会镇), Nanyancun (南沿村镇), Zhangxibao (张西堡镇)

Municipis:
- Municipi Xiaolongma (小龙马乡), Municipi Xiaoxibao (小西堡乡), Municipi Zhengxi (正西乡), Municipi Dongyangzhuang (东杨庄乡), Municipi Xiyangcheng (西阳城乡), Municipi Xisu (西苏乡), Municipi Xihezhuang (西河庄乡), Municipi Qumo (曲陌乡), Municipi Liuhan (刘汉乡), Municipi Jiangwu (讲武乡), Municipi Liuying (刘营乡), Municipi Xinzhuangbao (辛庄堡乡), Municipi Jiehedian (界河店乡), Municipi Yaozhai (姚寨乡)